# Вали Експорт
Вали Експорт (често се пише като „VALIE EXPORT“), родена като Валтрауд Ленер, после Валтрауд Хьолингер (на немски: Waltraud Lehner / Höllinger) е австрийска художничка.
Творчеството ѝ включва основно инсталационно изкуство, „ефрейтор изпълнение“ (бодиарт), филми, компютърна анимация, фотографии, скулптура и публикации, обхващащи много области на съвременното изкуство.

## Биография
До 14-годишна възраст Валтрауд Ленер учи в училище при манастир, след което постъпва в Националното училище по текстилна промишленост във Виена, където учи живопис, рисуване и дизайн. Дълго време работи във филмовата индустрия, като сценарист и редактор.
През 1967 г. Ленер започва да използва творческия псевдоним „VALIE EXPORT“ – писането с главни букви (в стил лого дизайн), е вдъхновено от популярна марка цигари. Самата тя по-късно твърди, че „не иска повече да носи нито името на баща си, нито името на бившия си съпруг“. С новото име Вали Експорт се появява на виенската арт сцена, където в онези години доминира акционистът Херман Нитш, Гюнтер Брус, Ото Мюл, Рудолф Шварцкоглер и други. Движението на акционизма, според Валтрауд Ленер, значително повлиява върху нейното творчество.
През 1995-1996 г. Валия Експорт заема длъжността професор по мултимедийни изяви в Академията за медийни изкуства в Кьолн.

### Творчество и критика
През 1970-те години феминистко движение в Австрия се сблъсква с факта, че все още е живо поколението на австрийците, чието отношение към жената е въз основа на нацистка идеология. Както самата Валтрауд Хелингер, до нейното политическо и художествено „прераждане“ е „класическа съпруга и майка“.
Първите „партизански“ изпълнения на Вали Експорт стават популярни и по-късно влизат в историята на феминисткото изкуство. През 1968 – 1971 г. нейният проект „Tapp – und Tast-Kino“ (Tap and Touch Cinema) се провежда в 10 европейски града. В тази откровена работа тя позволява на всеки желаещ да ѝ докосне на голо горната част на тялото. Медиите реагират на провокационната работа – вестник дори сравнява австрийската художничка с вещица.
Някои от другите ѝ произведения, включително „Невидими врагове“, „Синтагма“ и „Корперсплитер“, показват тялото на художничката в близост до историческите сгради – не само физически, но и символично. Анализ на историческите промени „джендър пространства“ и стереотипни роли са част от феминисткия и политически подход на Вали Експорт към изкуството. Филми показват убежденията на авторката, че тялото на жената е в цялата история на „манипулирането“ на мъже, което е средство също в изкуството и литературата: в интервю за списание „Interview Magazine“ Експорт, по повод обсъждане на филма ѝ „Синтагма“, казва: „Женското тяло винаги е било конструктор“.
През 1973 г. излиза късометражният филм „Далечен, отдалечен“, в който Вали Експорт наръгва себе си с нож, осакатявайки се. Тя се опитва по този начин да покаже, че това са щетите, нанесени от женския организъм, опитал да следва общоприетите (традиционни) стандарти за женска красота. Подобни цели следват и в други нейни произведения – по-специално фотографията „Body Sign Action“ (1970) и речта „Aktionshose: Genitalpanik“ („Екшън-панталони: генитална паника“, 1968).
През 1977 г. излиза първият игрален филм на Вали Експорт и Питър Вейбела „Unsichtbare Gegner“. Нейният филм „Практика на любовта“ (1985) е показан за 35-ия Берлински международен кинофестивал.

## Награди
- 1990: Награда на град Виза в областта на изобразителното изкуство
- 1992: Австрийската награда за видео и медийно изкуство
- 1995: Награда за скулптура на Фонд Дженерали
- 1997: Награда на Габриеле Мюнтер
- 2000: Награда на името на Оскар Кокошка
- 2000: Награда на Алфред Кубин „Култура големи цени Горна Австрия“
- 2003: Златен медал за заслуги за град Виена
- 2005: Австрийско отличие в областта на науката и изкуството
- 2009: Титлата почетен доктор на Университета по изкуства и промишлен дизайн на град Линц
- 2010: Голяма златна награда за заслуги към Австрийската Република

## Избрани изложби
- 1973: Австрийска изложба в Института за съвременно изкуство – Лондон, Великобритания
- 1977: Körpersplitter, Галерия от катедралата „Св. Стефан“ – Виена, Австрия (самостоятелна)
- 1980: Корперконфигурация 1972 – 1976. Галерия Кринцингер – Инсбрук, Австрия
- 1990: Glaserne Papiere. Фондация EA Generali – Виена, Австрия
- 1997: Split Reality: ВАЛИЯТА на ИЗНОСА на Виена
- 2000: Galerie съм Taxispalais – Инсбрук, Австрия (самостоятелни)
- 2004: ВАЛИ ЕКСПОРТ. Център за изкуства „Камдена“, Лондон
- 2007: ВАЛИ ЕКСПОРТ. Центърът „Жорж Помпиду“, Париж
- 2010: Zeit und Gegenzeit. Österreichische Galerie Белведере – Виена и Болцано, Италия
- 2012: ВАЛИ ЕКСПОРТ Архив. Kunsthaus Basic – Брегенц
- 2013: XL: 19 нови придобивания в областта на фотографията, Музей на модерното изкуство, Ню Йорк